# Leptoscarus vaigiensis
Leptoscarus vaigiensis és una espècie de peix de la família dels escàrids i de l'ordre dels perciformes que es troba des del nord del Mar Roig i Sud-àfrica fins a l'Illa de Pasqua, el sud del Japó, Nova Zelanda i Austràlia.
Els mascles poden assolir els 35 cm de longitud total.